# دیوید لینداپ
دیوید لینداپ (انگلیسی: David Lindup؛ ۱۰ مه ۱۹۲۸ – ۷ ژانویه ۱۹۹۲) آهنگساز، ارکستراتور و تنظیم‌کننده اهل بریتانیا بود.
از فیلم‌ها یا مجموعه‌های تلویزیونی که وی در آن‌ها نقش داشته است می‌توان به ترغیب‌گران! اشاره نمود.